# Proud Like a God
Proud Like a God je debutové album skupiny Guano Apes z roku 1997. Obsahuje singly Open Your Eyes, Lords of the Boards a Rain.
Album bylo v Německu platinové (prodáno 200 000 kopií).

## Skladby
(všechny písně napsány Guano Apes)
1. "Open Your Eyes" – 3:09
2. "Maria" – 3:47
3. "Rain" – 4:35
4. "Lords of the Boards" – 3:42
5. "Crossing the Deadline" – 3:25
6. "We Use the Pain" – 2:32
7. "Never Born" – 5:17
8. "Wash It Down" – 3:06
9. "Scapegoat" – 3:22
10. "Get Busy" – 3:25
11. "Suzie" – 2:53
12. "Tribute" – 9:14
13. "Move a Little Closer" (Skrytá skladba)